# GK Волопаса
GK Волопаса (лат. GK Boötis) — тройная звезда в созвездии Волопаса на расстоянии приблизительно 412 световых лет (около 126 парсеков) от Солнца.
Пара первого и второго компонентов — двойная затменная переменная звезда типа Алголя (EA). Видимая звёздная величина звезды — от +10,8m до +10,3m. Орбитальный период — около 0,4778 суток (11,467 часа) . Возраст звезды определён как около 8,128 млн лет.

## Характеристики
Первый компонент (CCDM J14383+3632Aa) — оранжевый карлик спектрального класса K3*. Масса — около 1,11 солнечной, радиус — около 1,15 солнечного, светимость — около 0,783 солнечной. Эффективная температура — около 5072 K.
Второй компонент (CCDM J14383+3632Ab) — оранжевый карлик спектрального класса K3*. Эффективная температура — около 4540 K*.
Третий компонент — красный карлик спектрального класса M. Масса — от 0,116 до 0,22 солнечной*. Орбитальный период — около 4,032 года*.
Четвёртый компонент (TYC 2560-1164-1) — жёлтый карлик спектрального класса G. Видимая звёздная величина звезды — +12,2m. Масса — около 0,82 солнечной, радиус — около 0,83 солнечного, светимость — около 0,447 солнечной. Эффективная температура — около 5184 K. Удалён на 14,7 угловых секунды. Возраст звезды определён как около 10,97 млрд лет.